# Никулинское (Харовский район)
Никулинское — село в Харовском районе Вологодской области.
Входит в состав Разинского сельского поселения (с 1 января 2006 года по 8 апреля 2009 года было центром Шевницкого сельского поселения), с точки зрения административно-территориального деления — центр Шевницкого сельсовета.
Расстояние до районного центра Харовска по автодороге — 38 км, до центра муниципального образования Горы по прямой — 14 км. Ближайшие населённые пункты — Лукинская, Максимовская, Крюково, Дорогушиха, Савковская, Ратновская, Подошариха, Угольская.
По переписи 2002 года население — 31 человек (14 мужчин, 17 женщин). Преобладающая национальность — русские (97 %).